# Sugi Ryōtarō
Sugi Ryōtarō (杉良太郎, Sam Lương Thái Lang, tên thật: 山田勝啓 Yamada Katsuhiro) sinh ngày 14 tháng 8 năm 1944, là một diễn viên và ca sĩ người Nhật Bản. 
Ông sinh tại Kobe, Nhật Bản.
Sugi có một vai trong phim Sukima Kaze, bộ phim đã bán được khoảng 1 triệu bản. Trên truyền hình, anh thường đóng các vai jidaigeki. Anh là nhân vật chính trong Ōedo Sōsamō, xuất hiện từ năm 1970 đến năm 1974. Trong những năm 1971-1972, anh đóng vai Tasuke Isshin trong loạt chương trình cùng tên. Từ 1975 đến 1977, anh đóng vai Tōyama no Kin-san trong bộ phim mà bài hát Sukima Kaze của anh là bài hát chủ đề. Từ năm 1992 đến năm 1994, anh cùng cựu thí sinh hoa hậu hoàn vũ Hisako Manda đóng vai chính phim Kenka-ya Ukon.